# Star Screen Award/Lebenswerk
Der Star Screen Lifetime Achievement Award ist eine Kategorie des indischen Filmpreises Star Screen Award.
Der Star Screen Lifetime Achievement Award wird von einer angesehenen Jury der Bollywoodfilmindustrie gewählt. Die Gewinner werden jedes Jahr im Januar bekannt gegeben.
Folgende Persönlichkeiten haben diesen Preis für ihr Lebenswerk gewonnen:
| Jahr | Preisträger                   |
| ---- | ----------------------------- |
| 1995 | Ashok Kumar                   |
| 1996 | Baldev Raj Chopra             |
| 1997 | Lata Mangeshkar und Dev Anand |
| 1998 | Suraiya                       |
| 1999 | Sunil Dutt                    |
| 2000 | Naushad                       |
| 2001 | Pran                          |
| 2002 | Sharmila Tagore               |
| 2003 | Shammi Kapoor                 |
| 2004 | Rajesh Khanna                 |
| 2005 |                               |
| 2006 | Mala Sinha                    |
| 2007 |                               |
| 2008 | Manoj Kumar                   |